# 囊螨总科
囊螨总科（学名：Ascoidea）为中气门螨目的一个总科。

## 下级分类
本总科包括以下科：
- 美绥螨科 Ameroseiidae
- Antennochelidae
- 囊螨科 Ascidae
- Melicharidae